# Бржетислав III (Бохемия)
Индржих Бржетислав III (на чешки: Jindřich Břetislav) е херцог на Бохемия през периода 1193 – 1197 г., след като от 1182 г. е епископ на Прага. Племенник на Владислав II
1. ↑  bretisla //   Посетен на 22 октомври 2020 г.